# Провінції Таїланду
Таїланд поділяється на 76 провінцій (тай. จังหวัด, англ. changwat, укр. чангват) та метрополію Бангкок, яка мала статус провінції до 1972 року. Всі провінції для полегшення об'єднуються в 6 регіонів: Північний, Центральний (разом з Бангкоком), Східний, Північно-Східний, Західний та Південний.
| Північно-Східний 1. Амнатчарен (อำนาจเจริญ) 2. Бурірам (บุรีรัมย์) 3. Чаяпхум (ชัยภูมิ) 4. Каласін (กาฬสินธุ์) 5. Кхонкен (ขอนแก่น) 6. Лой (เลย) 7. Махасаракхам (มหาสารคาม) 8. Мукдахан (มุกดาหาร) 9. Накхонпханом (นครพนม) 10. Накхонратчасіма (นครราชสีมา) 11. Нонгбуалампху (หนองบัวลำภู) 12. Нонгкай (หนองคาย) 13. Роєт (ร้อยเอ็ด) 14. Саконнакхон (สกลนคร) 15. Сісакет (ศรีสะเกษ) 16. Сурін (สุรินทร์) 17. Убонратчатхані (อุบลราชธานี) 18. Удонтхані (อุดรธานี) 19. Ясотхон (ยโสธร) Центральний 1. Ангтхонг (อ่างทอง) 2. Пхранакхонсіаюттхая (พระนครศรีอยุธยา) 3. Крунгтхепмаханакхон (Бангкок) (กรุงเทพฯ) 4. Чайнат (ชัยนาท) 5. Кампхенгпхет (กำแพงเพชร) 6. Лопбурі (ลพบุรี) 7. Накхоннайок (นครนายก) 8. Накхонпатхом (นครปฐม) 9. Накхонсаван (นครสวรรค์) 10. Нонтхабурі (นนทบุรี) 11. Патхумтхані (ปทุมธานี) 12. Пхетчабун (เพชรบูรณ์) 13. Пхічіт (พิจิตร) 14. Пхітсанулок (พิษณุโลก) 15. Сукхотхай (สุโขทัย) 16. Самутпракан (สมุทรปราการ) 17. Самутсакхон (สมุทรสาคร) 18. Самутсонгкхрам (สมุทรสงคราม) 19. Сарабурі (สระบุรี) 20. Сінгбурі (สิงห์บุรี) 21. Супханбурі (สุพรรณบุรี) 22. Утхайтхані (อุทัยธานี) | Північний 1. Чіангмай (เชียงใหม่) 2. Чіанграй (เชียงราย) 3. Лампанг (ลำปาง) 4. Лампхун (ลำพูน) 5. Мехонгсон (แม่ฮ่องสอน) 6. Нан (น่าน) 7. Пхаяо (พะเยา) 8. Пхре (แพร่) 9. Уттарадіт (อุตรดิตถ์) Південний 1. Чумпхон (ชุมพร) 2. Крабі (กระบี่) 3. Накхонсітхаммарат (นครศรีธรรมราช) 4. Наратхіват (นราธิวาส) 5. Паттані (ปัตตานี) 6. Пхангнга (พังงา) 7. Пхаттхалунг (พัทลุง) 8. Пхукет (ภูเก็ต) 9. Ранонг (ระนอง) 10. Сатун (สตูล) 11. Сонгкхла (สงขลา) 12. Сураттхані (สุราษฎร์ธานี) 13. Транг (ตรัง) 14. Яла (ยะลา) Західний 1. Канчанабурі (กาญจนบุรี) 2. Пхетчабурі (เพชรบุรี) 3. Прачуапкхірікхан (ประจวบคีรีขันธ์) 4. Ратчабурі (ราชบุรี) 5. Так (ตาก) Східний 1. Чаченгсао (ฉะเชิงเทรา) 2. Чантхабурі (จันทบุรี) 3. Чонбурі (ชลบุรี) 4. Прачінбурі (ปราจีนบุรี) 5. Районг (ระยอง) 6. Сакео (สระแก้ว) 7. Трат (ตราด) |

| Прапор Таїланду | Це незавершена стаття про Таїланд. Ви можете допомогти проєкту, виправивши або дописавши її. |